# Summerdale (Alabama)
Pour les articles homonymes, voir Summerdale.
Summerdale est un village du comté de Baldwin, dans l'État américain de l'Alabama.
Il fait partie de l'aire micropolitaine de Daphne–Fairhope–Foley.

## Géographie
D'après le bureau du recensement des États-Unis, la ville couvre une superficie de 13,5 km2 dont la totalité est terrestre.

### Climat
| Mois                                  | jan.     | fév.     | mars    | avril   | mai     | juin    | jui.    | août    | sep.    | oct.    | nov.    | déc.     | année    |
| ------------------------------------- | -------- | -------- | ------- | ------- | ------- | ------- | ------- | ------- | ------- | ------- | ------- | -------- | -------- |
| Température minimale moyenne (°C)     | 4        | 5        | 8       | 12      | 16      | 20      | 22      | 22      | 19      | 13      | 8       | 5        |          |
| Température moyenne (°C)              | 10       | 12       | 15      | 18      | 23      | 26      | 27      | 27      | 25      | 19      | 15      | 11       |          |
| Température maximale moyenne (°C)     | 16       | 18       | 22      | 25      | 29      | 32      | 33      | 32      | 31      | 27      | 22      | 17       |          |
| Record de froid (°C) date du record   | −16 1985 | −12 1951 | −8 1943 | −3 1940 | 5 1971  | 9 1984  | 13 1967 | 14 1992 | 3 1967  | −1 1952 | −7 1940 | −13 1962 | −16 1985 |
| Record de chaleur (°C) date du record | 28 1957  | 29 1944  | 32 1939 | 34 1987 | 37 1953 | 39 1954 | 39 2000 | 40 1947 | 39 1954 | 36 1937 | 32 1935 | 28 1951  | 40 1947  |
| Précipitations (mm)                   | 156      | 129      | 176,3   | 114     | 126,2   | 138,2   | 212,6   | 170,4   | 163,3   | 93      | 140,7   | 105,4    |          |

## Politique et administration

### Maires successifs
| Période                                  | Période  | Identité          | Étiquette | Qualité |
| ---------------------------------------- | -------- | ----------------- | --------- | ------- |
| 1929                                     | 1930     | R.B. Capperrune   |           |         |
| 1930                                     | 1937     | F.J Cheesman      |           |         |
| 1937                                     | 1940     | E.H Tietgen       |           |         |
| 1940                                     | 1944     | W.V. Phillips     |           |         |
| 1944                                     | 1948     | E.H Tietgen       |           |         |
| 1948                                     | 1950     | Fred Friskhorn    |           |         |
| 1950                                     | 1952     | Clifton Clopton   |           |         |
| 1952                                     | 1960     | Horace Kennedy    |           |         |
| 1960                                     | 1975     | John Jurkiewicz   |           |         |
| 1975                                     | 1976     | M.D. Dawkins      |           |         |
| 1976                                     | 1979     | Glenn Martz       |           |         |
| 1979                                     | 1980     | Norman Graham     |           |         |
| 1980                                     | 1989     | William McPherson |           |         |
| 1989                                     | 1992     | Roy Holmes        |           |         |
| 1992                                     | En cours | David Wilson      |           |         |
| Les données manquantes sont à compléter. |          |                   |           |         |

## Population et société

### Démographie
D'après le recensement de 2000, il y avait 655 personnes, réparties en 255 ménages et 184 familles. La densité de population était de 42,5 hab./km2. Le tissu racial de la ville étaient de 90,23 % de Blancs, 4,89 % d'Afro-Américains, 1,07 % d'Amérindiens, 0,15 % d'Asiatiques, 0,92 % d'autres races, et 2,75 % de deux races ou plus. Près de 2,29 % de la population était hispanique ou latino.
Sur les 255 ménages, 34,1 % avaient des enfants de moins de 18 ans, 56,5 % étaient des couples mariés, 10,6 % étaient constitués d'une femme seule, et 27,8 % n'étaient pas des familles. 23,1 % des ménages étaient composés d'un seul individu, et 8,2 % d'une personne de plus de 65 ans ou plus. Les tailles moyennes d'un ménage et d'une famille sont respectivement de 2,57 personnes et 3,04 personnes.
La répartition de la population par tranche d'âge est comme suit : 27,60 % en dessous de 18, 11,50 % de 18 à 24, 28,2 % de 25 à 44, 21,70 % de 45 à 64, et 11,0 % au-dessus de 65 ans ou plus. L'âge moyen est de 32 ans.
Le revenu moyen d'un ménage dans la ville est de 27 917 dollars, et le revenu moyen d'une famille est de 32 159 dollars.
| 1930 | 1940 | 1950 | 1960 | 1970 | 1980 |
| ---- | ---- | ---- | ---- | ---- | ---- |
| 267  | 239  | 489  | 533  | 550  | 546  |

| 1990 | 2000 | 2010 | - | - | - |
| ---- | ---- | ---- | - | - | - |
| 559  | 655  | 862  | - | - | - |

### Éducation
Les écoles de Summerdale sont gérées par le système de la Baldwin County Public Schools.
Summerdale a une école : la Summerdale School (K-8e grade). Les étudiants poursuivent à la Foley High School (9-12).

### Terrain d'aviation

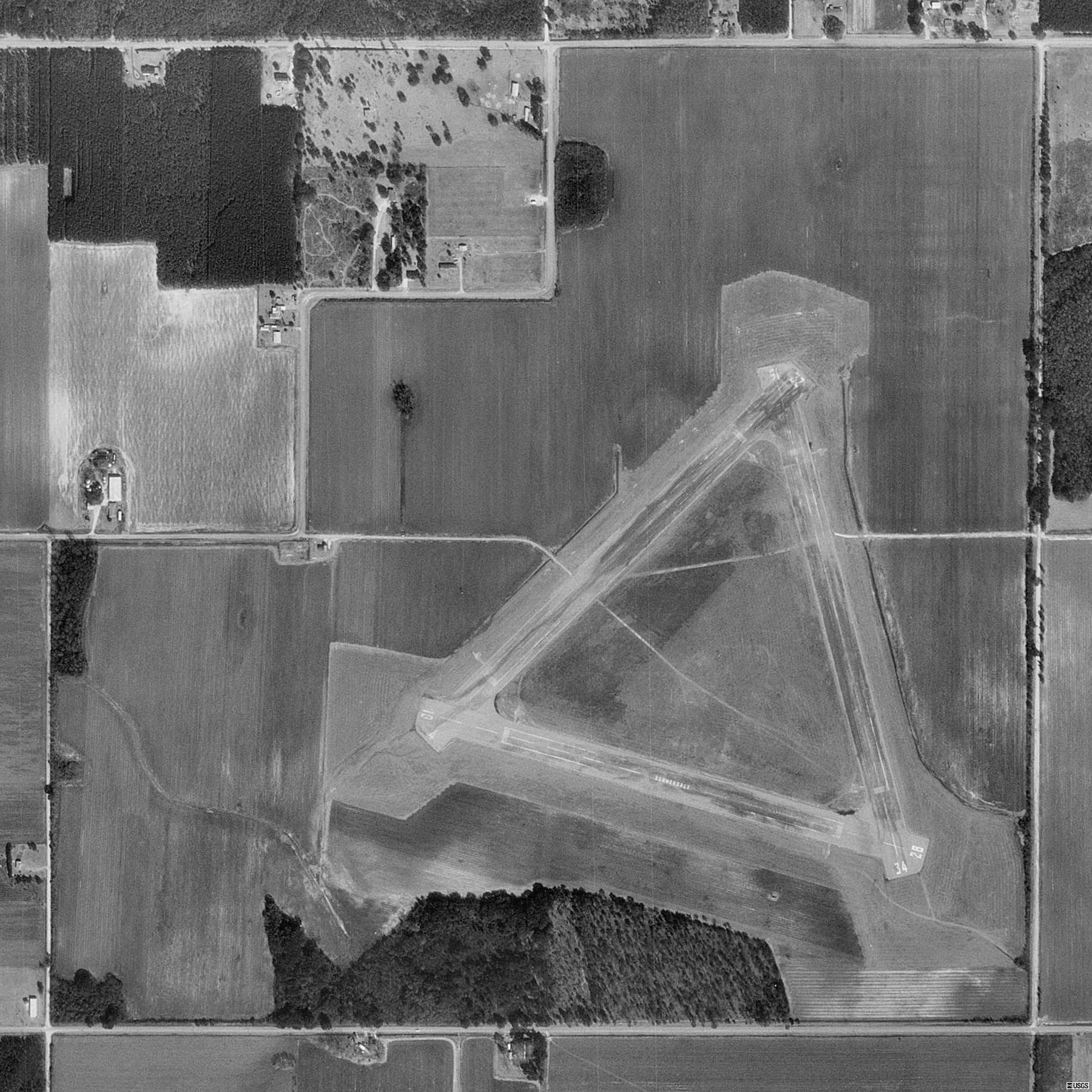
L'aéroport militaire.

Le Navy Outlying Field (NOLF) Summerdale airport, un terrain d'entrainement de l'US Navy, se trouve à l'est de  Summerdale. Les pistes se trouvent à 45 m d'altitude.